# North Texas SC
Der North Texas Soccer Club, kurz North Texas SC, ist ein Franchise der Profifußball-Liga MLS Next Pro aus Arlington, Texas. Das Franchise nimmt seit der Saison 2019 am Spielbetrieb teil und dient dem FC Dallas aus der Major League Soccer als Farmteam.

## Geschichte
Am 2. November 2018 gab der FC Dallas bekannt ein Franchise für die USL League One stellen zu wollen. Am 6. Dezember 2018 wurde der Name North Texas Soccer Club und das Logo des Klubs vorgestellt.
Im ersten Ligaspiel in der Saison 2019 gewann North Texas am 31. März 2019 mit 3:2 gegen die Chattanooga Red Wolves. Das erste Tor in der Geschichte des Franchise erzielte Ricardo Pepi.
Zur Saison 2022 wechselte das Franchise in die neugegründete MLS Next Pro.

## Stadion
- Toyota Stadium; Frisco, Texas (2019)
- Choctaw Stadium; Arlington, Texas (seit 2020)

## Organisation
Eigentümer des North Texas SC ist Clark Hunt. Als Vorsitzender der Hunt Sports Group hält er die Rechte an dem Franchise. Als General Manager fungiert der Brite Matt Denny, der vorher bereits in verschiedenen Positionen für den FC Dallas tätig war.